# Израильский форпост

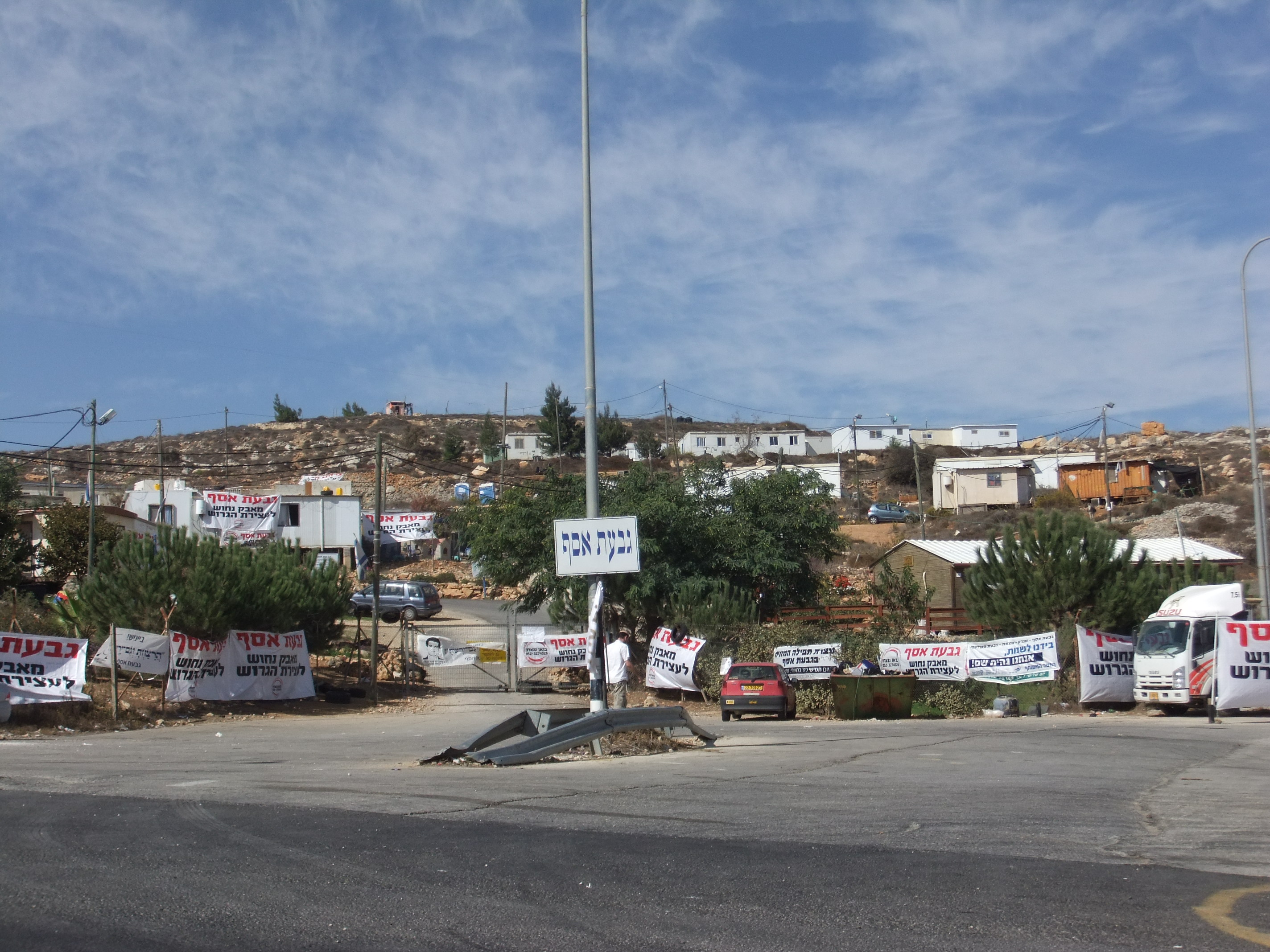
Форпост Гиват-Асаф на Западном берегу.

В израильском законодательстве форпосты (ивр. מאחז‎, маахаз, мн. ч. маахазим букв. «застава») — несанкционированные или незаконные израильские поселения на Западном берегу, построенное без соответствующего разрешения от израильского правительства в нарушение израильских законов, регулирующих проектирование и строительство.
В израильских законах форпосты отличаются от поселений тем, что поселения санкционированы правительством Израиля. Это различие между незаконными форпостами и «легальными» населенными пунктами не утверждены нормами международного права; и те, и другие рассматриваются как нарушение норм, регулирующих оккупированные территории применительно к Западному берегу.
Форпосты появились после Ословских соглашений в 1993 году, когда израильское правительство взяло на себя обязательство заморозить строительство новых поселений. Несмотря на то, что форпосты не были официально поддержаны правительством, согласно сасунскому докладу 2005 года, подготовленному по заказу премьер-министр Ариэля Шарона израильские органы власти играет важную роль в их становлении и развитии.
Форпосты отличаются от кварталов (районов) тем, что они строятся на значительном расстоянии от полноценных населенных пунктов, в то время как районы (кварталы) прикреплены к уже существующим населенным пунктам.
В июле 2002 года правительство Израиля признало, что с 1996 года были созданы 69 форпостов. Некоторые из них, наименее заселеные, впоследствии были демонтированы. В настоящее время существует несколько сотен постов Большинство из них, около 70 в 2002 году, принадлежат движению Амана..
В 2012 году десять несанкционированных форпостов были ретроактивно узаконены правительством Израиля под руководством премьер-министра Биньямина Нетаньяху как районы близлежащих населенных пунктов, сообщает израильская неправительственная организация Шалом ахшав.
Форпосты часто охраняются Армией обороны Израиля.

## История
В 1993 году правительство Рабина взяло на себя обязательство заморозить строительство новых поселений. Однако поселенцы строили новые поселки без решения правительства, но часто с привлечением израильских органов государственной власти и других государственных органов и министерств, таких как Министерство строительства Израиля, поселенческий отдел Всемирной Сионистской организации и израильской гражданской администрации.

## Характеристики форпостов
Население форпостов, как правило, составляют от нескольких человек до 400 человек. Обычно они состоят из модульных домов, таких как караваны. Однако они также могут быть доработаны в постоянное жилье. Кроме того, существуют «асфальтированные дороги, автобусные остановки, синагоги и детские площадки.»
Согласно отчету Сассона, существуют четыре основные характеристики несанкционированных форпостов:
1. Не было никакого решения правительства о его создании.
2. Форпост был создан без статуса юридического планирования.
3. Несанкционированный форпост не привязан к существующему поселению, и находится по крайней мере в нескольких сотнях метров по прямой линии.
4. Форпост был создан с середины девяностых и позднее.

Сассон определяет форпост как (несанкционированное) поселение, не привязанное к существующему поселению. В противном случае это расценивается как несанкционированной район (квартал). Кроме того, аванпосты могут быть построены в пределах или за пределами официально определённых границ муниципальных образований. Хотя правительство Израиля признает, что поселения построены на земле в частной собственности палестинцев являются незаконными, оно как правило оказывает им военную защиту, доступ к коммунальным услугам и другим инфраструктурам.

### Форпосты и кварталы
Форпосты отличаются от кварталов в том, что они строятся на значительном расстоянии от полноценных населенных пунктов. Как и форпосты, кварталы (например, Ульпана в Бейт-Эле) может быть построен без разрешения. Из-за размытости в понятиях часто возникают споры, считаются ли новые дома расширением существующего поселения или началом нового форпоста. По данным Шалом ахшав, израильское правительство пытается вводить в заблуждение, легализуя форпосты как районы существующих поселений.

## Типы постов

### Форпосты на государственной земле и на частных землях
Израиль различает форпосты, построенные на государственной земле, и те, которые были построены на частных землях. После случая с Элон-Море в 1979 году до израильское правительство официально придерживается политики недопустимости строительства новых поселений на частных палестинских землях.
Правительство Нетаньяху стремится узаконить форпосты на государственной земле и ликвидировать форпосты частных землях. Так как это государственная земля является частью оккупированных территорий, разрешение может сделать их законными согласно израильским законам, но оно не меняет их правового статуса в соответствии с международным правом.
На Западном берегу есть два вида государственной собственности на землю:
1. Земельный участок, зарегистрированный как государственная земля под Иорданским правлением, захваченная в 1967 году и задекларированная как государственная собственность по военному приказу № 59 (1967);
2. Земля, объявленная государственной после изменения законодательства в 1979 году.

Большая часть государственной земли относится к последнему типу. По данным «Бецелем», декларации государственной земли было сомнительно во многих случаях. Израиль официально применяет османское земельное законодательство, но использует толкование закона, которое отличается от османского, британского мандата и иорданским правления. Международное право запрещает оккупирующей державе изменять местное законодательство, действующее в оккупированной зоне (которое было в силе накануне её оккупации), кроме тех случаев, если такое изменение необходимо для оборонных нужд или для пользы местного населения.

### Фиктивные форпосты
Некоторые фиктивные форпосты были использованы для отвлечения армии Израиля, чтобы предотвратить эвакуацию настоящих аванпостов. Другие предназначались для того, чтобы улучшить переговорные позиции и показать всему миру, что государство демонтирует форпосты. Идея фиктивных форпостов приписывается Зеэву Хеверу, бывшему лидеру еврейского подполья. В докладе Сассона отмечается, что большинство эвакуированных поселений были незаселенными.

### Военные аванпосты
Теоретически, военные аванпосты являются временно занятыми для военно-стратегических целей, а не для урегулирования гражданских лиц. Однако
на оккупированных территориях они стали основным способом для начала гражданских поселений..

## Количество форпостов
В настоящее время существует несколько сотен форпостов. Доклад оценивает количество несанкционированных аванпостов на март 2005 года в 105. Было установлено, что 26 форпостов были построены на государственных землях, 15 на частных палестинских землях и 7 на пограничных землях. Из-за различной интерпретации терминов «форпост» и «квартал», количество форпостов (и поселений) может отличаться.
В 2012 году были созданы четыре новых форпоста с 317 новыми жилыми домами, построенных без разрешения на строительство: Цофин Цафон близ Калькилия, Нахлей Таль около Тальмон поселение близ Рамаллы, Нахалат-Йосеф близ Наблуса и Холм 573 в рамках расширения поселения Итамар, согласно организации Шалом Ахшав.

## Список форпостов

### Список демонтированных форпостов
- Керем Ацмона (демонтирован в 2005)
- Алон Море Даром (построен в 2002, демонтирован в 2003)
- Швей Шомрон Маарав (построен в 2001, демонтирован в 2003)
- Шахарит (построен в 2003, демонтирован в 2003)
- Гинот Арье (построен в 2001, демонтирован в 2004)
- Таль Беньямин (построен в 2002, демонтирован в 2004)
- Тиферет Исраэль (построен в 2004, демонтирован в 2005)

### Узаконенные форпосты
Некоторые поселения было построены незаконно, но были позднее официально признаны правительством.
Некоторые из них:
- Рехелим[англ.] — узаконен в 1998 году как часть коалиционного соглашения Нетаниагу с партией Моледет